# Ràzino
Ràzino (en rus: Разино) és un poble de l'óblast d'Astracan, a Rússia, segons el cens del 2010 tenia 23 habitants.